# Game Off

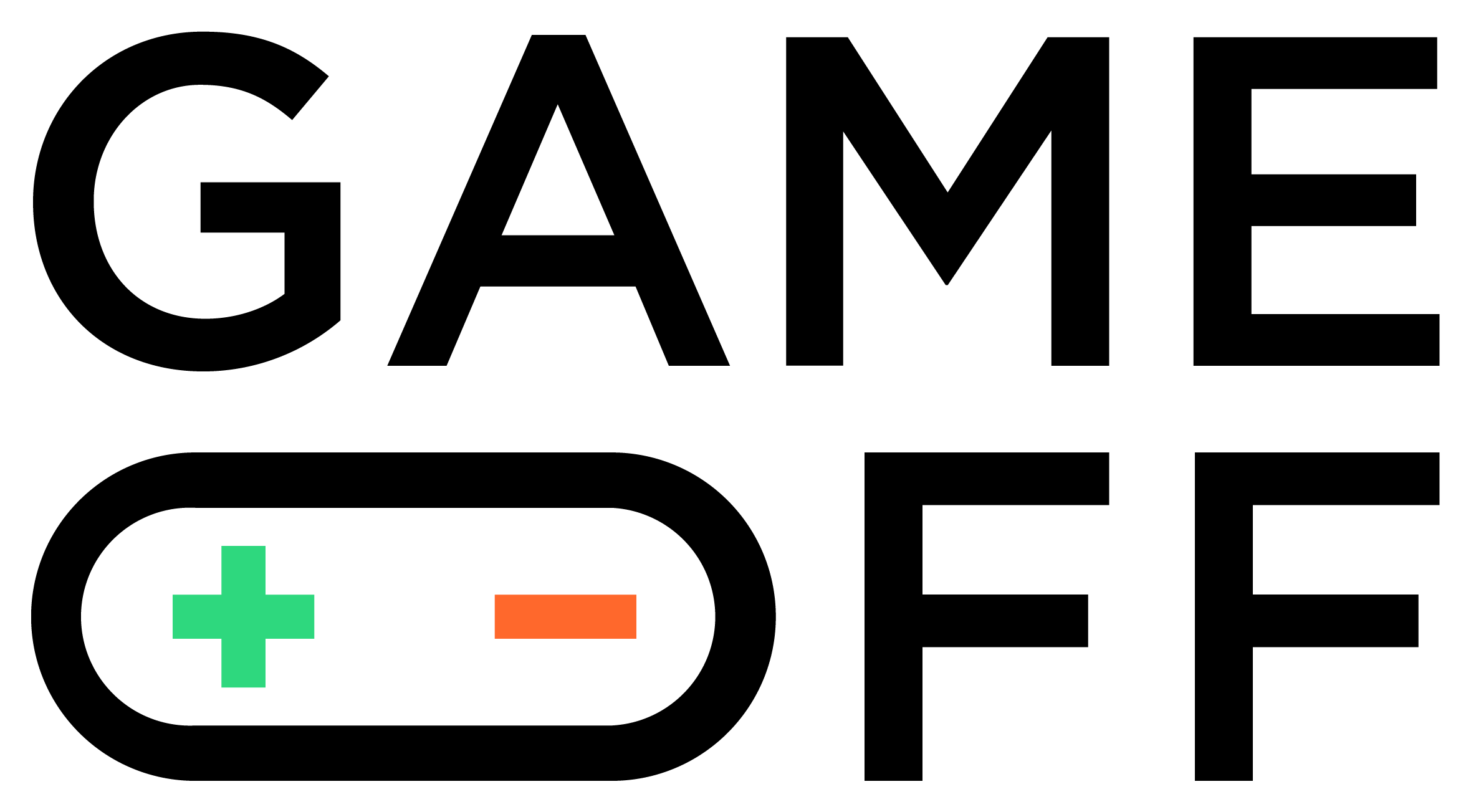
Логотип Game Off.

Game Off — це щорічний ігровий джем, присвячений відкритому коду, створений Лі Рейлі у 2012 році, та спонсорований GitHub . Учасникам дається цілий листопад, щоб створити гру на певну тему – окремо чи в команді. Натхненний Global Game Jam, він заохочує спільну розробку ігор і сприяє використанню та поширенню програмного забезпечення з відкритим кодом .

## Інтелектуальна власність та її ліцензування
Використання відкритого коду, та вільно доступних активів заохочується, але не є суворою вимогою. Учасники повинні ділитися кодом у загальнодоступному репозиторії GitHub, але творці володіють інтелектуальною власністю та можуть ліцензувати код, як їм подобається. Наприклад, загальним переможцем Game Off V став Daemon vs. Demon, гра, створена за допомогою ігровій рушій Godot з відкритим вихідним кодом, джерело якого ліцензовано за ліцензією MIT, але деякі активи доступні за ліцензіями CC-BY-NC 4.0 . 

## Минулі Джеми
| Гра вимкнена | Тема                                                           |
| ------------ | -------------------------------------------------------------- |
| Перша (2012) | Розгалуження, розгалуження, клонування, штовхання, витягування |
| II (2013)    | Змінити                                                        |
| III (2015)   | «Гра змінилася»                                                |
| IV (2016)    | Зломати, модифікація та/або розширення                         |
| V (2017)     | Повернення                                                     |
| VI (2018)    | гібрид                                                         |
| VII (2019)   | стрибки та межі                                                |
| VIII(2020)   | МІСЯЧНИЙ ПОСТРІЛ                                               |
| IX (2021)    | ПОМИЛКА!                                                       |
| X (2022)     | Кліше                                                          |

## Структура Змагань
Game Off I та II вимагали від учасників « розділяти » порожнє сховище вихідного коду GitHub. Багато інших ігрових джемів та хакатонів скористалися цим підходом, наприклад Cloud Prize від Netflix та чемпіонат Canonical з Juju Charm Championship.  
Game Off III вимагав, щоб її учасники вибрали наявний запис гри з відкритим вихідним кодом, щоб розвинути його як його відправну точку.
Game Off IV дозволяє її учасникам почати з нового репозиторійя.
Game Off V вже розміщувався на itch.io і був визнаний 2-м за популярністю ігровим джемом, за кількістю учасників і 5-м за кількістю поданих у їхньому щорічному огляді.  Він тривав з 1 листопада 2017 року до 1 грудня 2017 року, переможцем стала гра Daemon vs Demon 
Game Off VI Також розміщувався на itch.io. Він тривав з 1 листопада 2018 року до 1 грудня 2018 року, переможцем стала гра Singularity . Було 329 успішних заявок. 
Game Off VII Він тривав з 1 листопада 2019 року до 1 грудня 2019 року. переможцем стала гра Sealed Bite GameJam Version
Game Off VIII Він тривав з 1 листопада 2020 року до 1 грудня 2020 року. переможцем стала гра A Trip to the Moon
Game Off IX Він тривав з 1 листопада 2021 року до 1 грудня 2021 року, переможцем стала гра do;MIN(0)
Game Off X Буде відкритий з 1 листопада 2022 року о 22:37 до 1 грудня 2022 року о 23:37

## зовнішні посилання
- Веб-сайт Game Off